# Arabiska slavhandeln

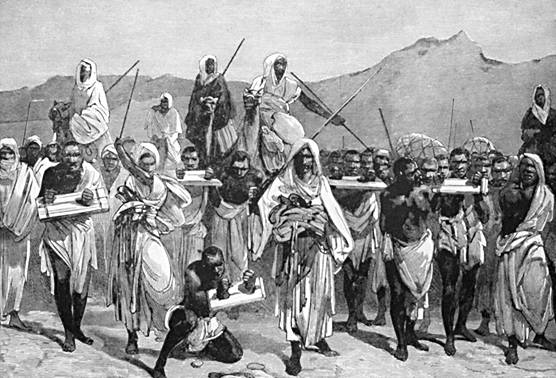
Arabisk slavkaravan i Afrika.

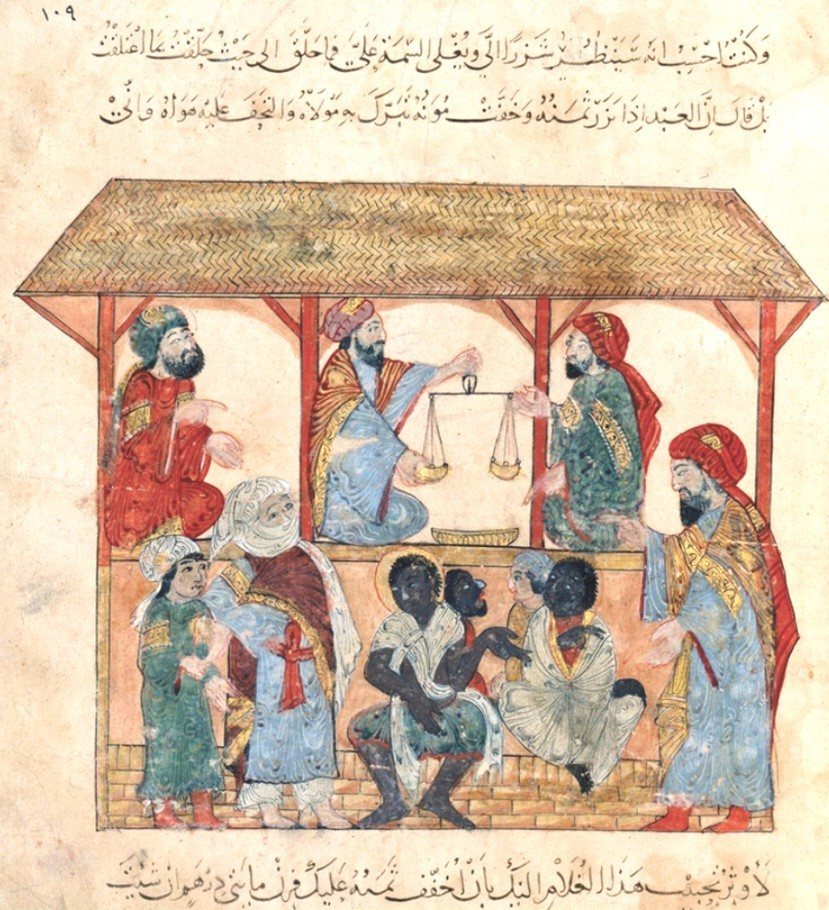
Slavmarknad i Yemen under 1200-talet.

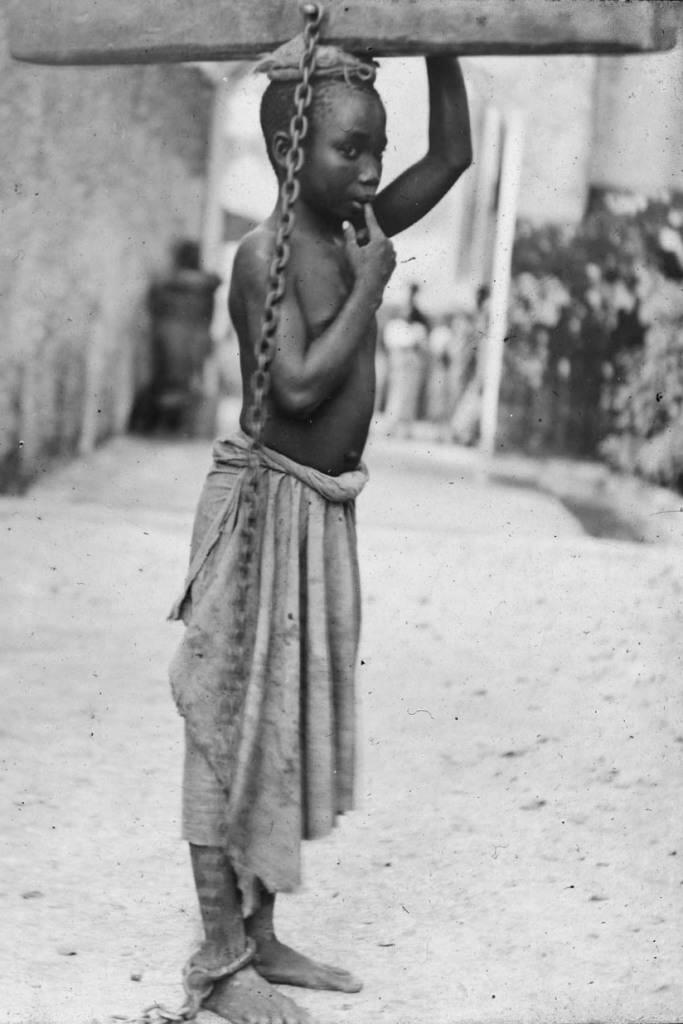
Fotografi av en slav i Zanzibar.

Arabiska slavhandeln syftar på den slavhandel som förekom i Arabvärlden och Mellanöstern, främst längs kusterna i Nordafrika, Östra Afrika och Indiska Oceanen, från medeltiden fram till 1900-talet.
Den omfattade flera rutter: 
1. den transsahariska slavhandeln tvärs över Saharaöknen, där en slavhandel hade pågått redan under antiken;
2. den indiskoceanska slavhandeln mellan Zanzibar och Persiska viken, som pågick från medeltiden, och
3. Slavhandeln på Röda havet från Afrika till arabiska halvön över röda havet.

Den arabiska slavhandeln på Afrikas östkust var nästan tusen år äldre än den transatlantiska slavhandeln på Afrikas västkust (cirka 1550-1850), blomstrade parallellt med den, och fortsatte långt efter den. När den europeiska slavhandeln på Afrika slutgiltigt upphörde på 1850-talet, upplevde den arabiska slavhandeln en ny blomstring. 

## Historia
Enligt islam fick  muslimer inte förslavas, och slavar hämtades därför till det muslimska Mellanöstern från det kristna Europa (Saqaliba) och det icke muslimska Afrika. 
Den delen av den arabiska slavhandeln som handlade med europeiska slavar bestod under medeltiden av Saqalibahandeln i Östeuropa och  arabiska Spanien (ca 600-talet till 1400-talet), och därefter av slavhandeln på Barbareskkusten  (1500-1830), och slavhandeln på Krim (1441-1774). Den arabiska slavhandeln används främst som beteckning för den arabiska slavhandeln på Afrika. Denna sköttes främst via Afrikas östra kust, och förekom från 600-talet fram till 1900-talet. 

### Slavhandeln
Slavhandeln sköttes enligt ett mönster som sedan kom att följas även av den senare transatlantiska slavhandeln. Människor tillfångatogs i Afrikas inre och fördes sedan ned till slavstationer och slavhamnar längs kusterna, varifrån de skeppades ut norrut mot Mellanöstern. Liksom de senare européerna hade även araberna handelsstationer och kolonier längs Afrikas kust. Zanzibar var från 700-talet och framåt ett viktigt centrum för den arabiska slavhandeln på Afrika.  
Antalet människor som föll offer för den arabiska slavhandeln på Afrika beräknas till mellan 11 och 14 miljoner.
Den arabiska slavhandeln handlade med i stort jämförbara mängder människor som den transatlantiska slavhandeln , men den skilde sig från den transatlantiska slavhandeln genom sin könsfördelning: i den arabiska gick det två kvinnor på varje man, i den transatlantiska två män för varje kvinna.
Skillnaden berodde på slavhandelns natur, då den arabiska slavhandeln fokuserade på slavar avsedda för sexuellt slaveri och hushållsarbete i haremen och därför fokuserade på kvinnor, medan den transatlantiska slavhandeln istället lade fokus på hårt kroppsarbete inom plantage- och jordbruksdriften, och därför fokuserade på män. 

### Avslut
Den öppna slavhandeln med européer upphörde på Krim efter Rysslands erövring av Krimkhanatet 1774, och på Barbareskkusten under första hälften av 1800-talet vid Frankrikes kolonisation av Nordafrika. En dold handel fortsatte dock som vit slavhandel. 
Den öppna slavhandeln i Afrika upphörde under den europeiska kolonisationen av Afrika efter Antislaveri-konferensen i Bryssel (1889), som förbjöd slavhandel i Europas kolonier och som gjorde det omöjligt även för araberna att öppet handla med slavar i det av Europa koloniserade Afrika. Liksom tidigare hade skett med slavskeppen på Västkusten, ingrep britterna även mot den arabiska slavhandeln med blockad. Från 1870-talet och framåt försvårade britterna för slavhandelsrutten och stoppade arabiska slavskepp på Indiska Oceanen.
Den arabiska slavhandeln på Afrika fortsatte dock i praktiken informellt och illegalt. Sedan slavskeppens rutt på Indiska oceanen försvårats, blev det vanligare med slavkaravaner mot Egypten. Den illegala handeln gick under ytan men fortsatte från Kenya till Arabiska halvön så sent som under 1960-talet. 
Slaveriet avskaffades slutligen i Qatar 1952, Saudiarabien och Jemen 1962, Oman 1970, och Mauretanien 2007.  Slaveri förekommer fortfarande i norra Sudan, och så sent som under det andra sudanesiska kriget (1983-2005) tillfångatogs mellan 14.000 och 200.000 slavar i södra Sudan, för det norra arabiska Sudan.